# Liveri
Liveri – miejscowość i gmina we Włoszech, w regionie Kampania, w prowincji Neapol.
Według danych na rok 2004 gminę zamieszkiwało 1815 osób, 907,5 os./km².